# Municipio de Jefferson (condado de Butler, Pensilvania)
El municipio de Jefferson (en inglés: Jefferson Township) es un municipio ubicado en el condado de Butler en el estado estadounidense de Pensilvania. En el año 2000 tenía una población de 5.690 habitantes y una densidad poblacional de 93.9 personas por km².

## Geografía
El municipio de Jefferson se encuentra ubicado en las coordenadas 40°44′50″N 79°49′35″O / 40.74722, -79.82639.

## Demografía
Según la Oficina del Censo en 2000 los ingresos medios por hogar en la localidad eran de $42,885 y los ingresos medios por familia eran $53,365. Los hombres tenían unos ingresos medios de $37,500 frente a los $25,426 para las mujeres. La renta per cápita para la localidad era de $18,830. Alrededor del 6,5% de la población estaban por debajo del umbral de pobreza.